# Gaudentius von Konstanz
Gaudentius († 613) war von 606 bis zu seinem Tod Bischof von Konstanz.
Sein Name erscheint auf der Zwiefalter Bischofsliste aus dem 12. Jahrhundert an vierter Stelle. Das Todesjahr geht aus einer Notiz in den Gallusviten hervor, der zufolge Gallus die Nachricht vom Tod seines Freundes Gaudentius erfahren haben soll, kurz bevor der alemannische Herzog Gunzo einen Botschafter zum Merowingerkönig Sigibert II. sandte.